# Daniël Wyttenbach
Daniël Albert Wyttenbach, född 7 augusti 1746 i Bern, död 17 januari 1820 i Oegstgeest, var en nederländsk filolog av schweizisk härkomst.

## Biografi
Wyttenbach studerade i Marburg, Göttingen och Leiden, blev 1771 lärare i grekiska och 1779 i filosofi vid Remonstrantkollegium i Amsterdam, 1785 professor i grekiska, latin och forntidens historia vid högskolan Athenæum Illustre där och var 1799–1818 (efter David Ruhnken) professor i klassiska språk vid universitetet i Leiden. Han var bland annat ledamot av Institut de France (1814).
Wyttenbach var den siste representanten för den sunt kritiska filologskola, som bildades i Nederländerna av Tiberius Hemsterhuis och länge utövade ett dominerande inflytande i synnerhet på studiet av grekiskan. Han gjorde sig bemärkt redan genom Epistola critica ad D. Ruhnkenium (1769) och utövade sedan en omfattande författarverksamhet, huvudsakligen ägnad åt den grekiska filologin. Han författade bland annat Præcepta philosophiæ logicæ (1782; flera upplagor), i vilken han utlade Christian von Wolffs filosofi, och Vita Davidis Ruhnkenii (1799; flera upplagor), samt till stor del innehållet i de av honom utgivna tidskrifterna Bibliotheca critica (12 delar, i tre band, 1777–1808) och Philomathia (tre band, 1809–1817). Hans främsta arbete är den stora, med rikhaltig kommentar försedda upplagan av Plutarchos Moralia (Oxford, 1795–1830, Leipzig, 1796–1835). Efter hans död utgavs hans Opuscula varii argumenti (två band, 1821; ny upplaga 1825) och Epistolæ selectæ (1829–1832).

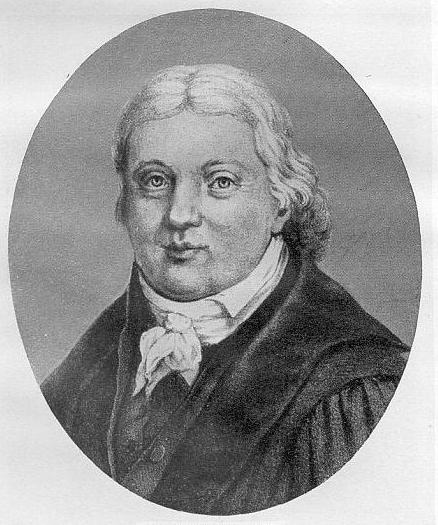
Daniël Wyttenbach
Daniël Wyttenbach